# Äquivalentbreite
Die Äquivalentbreite {\displaystyle W} (von engl. width) ist eine Messgröße der Astrospektroskopie für die Stärke der Linien in einem Absorptionsspektrum. Sie stellt eine Größe dar, die nicht von den Eigenschaften der verwendeten Apparatur abhängt, und eignet sich deshalb gut zum Vergleich verschiedener Messungen.

## Berechnung

Geometrische Interpretation mit gleichen Flächen (rote Fläche und schraffiertes Rechteck;
das Rechteck endet oben bei I_{0})

Man geht von einer Hintergrundquelle konstanter Intensität {\displaystyle I_{0}} aus, die durch Vordergrundmaterial um eine bestimmte Frequenz {\displaystyle \nu _{0}} herum geschwächt wird.
Im Intensitäts-Frequenz-Diagramm ist die Stärke der Absorption gegeben als gesamte Fläche zwischen der Intensität der Hintergrundquelle und dem tatsächlichen Intensitätsverlauf {\displaystyle I(\nu )}:
{\displaystyle I_{tot}=\int d\nu \,(I_{0}-I(\nu ))}
Die Äquivalentbreite entspricht dann der Breite eines Rechtecks mit äquivalenter Fläche wie die absorbierte Intensität {\displaystyle I_{tot}}, wobei die Höhe des Rechtecks gegeben ist durch {\displaystyle I_{0}}:
{\displaystyle W={\frac {I_{tot}}{I_{0}}}={\frac {\int d\nu \,(I_{0}-I(\nu ))}{I_{0}}}}

## Einheiten
Aus der Berechnung lässt sich ableiten, dass die Äquivalentbreite angegeben wird in Einheiten der Frequenz (z. B. Hertz) bzw. in Einheiten der Wellenlänge, die über die Lichtgeschwindigkeit direkt mit der Frequenz verknüpft ist (z. B. Nanometer oder Ångström).